# Classe Colossus (cuirassé, 1910)
Pour les autres classes de navires du même nom, voir Classe Colossus.
La classe Colossus fut la dernière classe de cuirassés Dreadnought de 1re classe construite au Royaume-Uni avant la Première Guerre mondiale pour servir dans la Royal Navy. 
Les deux cuirassés, prévus initialement pour former la classe Neptune avec le HMS Neptune, ont été reclassés car ils bénéficièrent d'un blindage de ceinture un peu plus épais.

## Conception
Ils furent les derniers cuirassés Dreadnought construits pour la Royal Navy à recevoir des canons de 12 pouces (305 mm). Les cuirassés de type super-Dreadnought, de la classe Orion, furent équipés de canons de 13,5 pouces (343 mm).

L 'Amirauté britannique avait pris acte de la vulnérabilité des navires britanniques devant la généralisation du canon de 305 mm Krupp dans la Marine impériale allemande. La ceinture blindée fut augmentée à 280 mm . 

Le dessin des navires fut influencé par la nouvelle classe de l'United States Navy, la classe Delaware qui possédait une bordée de 10 canons. L'allègement du bâtiment fut fait en supprimant un grand mât.

## Unités de la classe
| Nom               | Lancement    | Armement        | Chantier naval                                       | Fin de carrière                          | Photo |
| ----------------- | ------------ | --------------- | ---------------------------------------------------- | ---------------------------------------- | ----- |
| HMS Colossus (en) | 9 avril 1910 | en 1911         | Scotts Shipbuilding and Engineering Company Greenock | vendu en juillet 1928 pour démolition    |       |
| HMS Hercules      | 10 mai 1910  | 31 juillet 1911 | Palmers Shipbuilding and Iron Company Jarrow         | vendu le 8 novembre 1921 pour démolition |       |